# Chloropyron tecopense
Chloropyron tecopense är en snyltrotsväxtart som först beskrevs av Philip Alexander Munz och J.C.Roos, och fick sitt nu gällande namn av Tank och J.M.Egger. Chloropyron tecopense ingår i släktet Chloropyron och familjen snyltrotsväxter. Inga underarter finns listade i Catalogue of Life.